# 景东臭蛙
景东臭蛙（学名：Odorrana jingdongensis），一种分布于中华人民共和国云南、广西及越南北部地区的两栖动物，隶属于蛙科臭蛙属。模式产地为云南省景东县锦屏镇新民村（原新民乡）。

## 形态特征
景东臭蛙身体背部呈绿色散以棕黑色斑，少数个体为橄榄褐色，散有绿色斑纹；四肢背面为绿色或浅黄色，具有褐色横纹；身体腹面土黄色。